# Cryptaranea invisibilis
Cryptaranea invisibilis är en spindelart som först beskrevs av Arthur Urquhart 1892.  Cryptaranea invisibilis ingår i släktet Cryptaranea och familjen hjulspindlar. Inga underarter finns listade i Catalogue of Life.